# گلبیتسش
گلبیتسش (به آلمانی: Glebitzsch) یک منطقهٔ مسکونی در آلمان است که در زاندرزدوف-برنا واقع شده‌است. گلبیتسش ۶۵۹ نفر جمعیت دارد.